# Saint-Georges-de-Noisné
Saint-Georges-de-Noisné är en kommun i departementet Deux-Sèvres i regionen Nouvelle-Aquitaine i västra Frankrike. Kommunen ligger i kantonen Mazières-en-Gâtine som tillhör arrondissementet Parthenay. År 2022 hade Saint-Georges-de-Noisné 685 invånare.

## Befolkningsutveckling
Antalet invånare i kommunen Saint-Georges-de-Noisné
| Referens: INSEE |